# Paul Lange (Architekt, 1853)

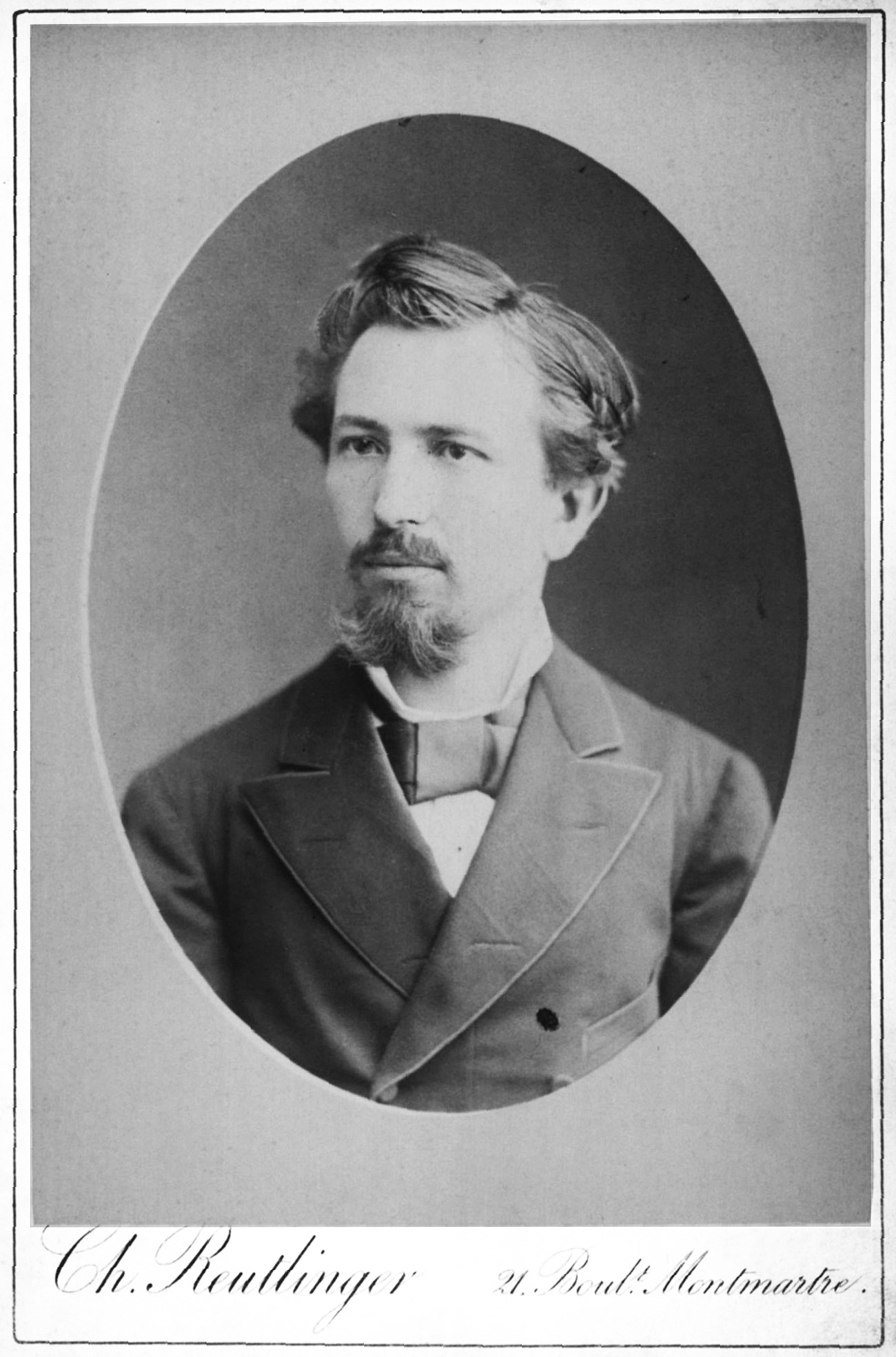
Paul Lange, ca. 1878 in Paris

Paul Lange und seine Frau 1925

Paul Lange (* 21. August 1853 in Planschwitz; † 30. Juli 1932 in Leipzig) war ein vorwiegend in Leipzig und Umgebung wirkender deutscher Architekt.

## Leben
Paul Lange wurde 1867 in die königliche Bauschule in Dresden aufgenommen. Zeitgleich machte er eine Maurerausbildung in Auerbach und besuchte 1870 die Lehranstalt für gewerbliche Kunst. Ab 1871 war er für fünf Jahre in Wien in den Architekturbüros von Emil von Förster und dessen Bruder Heinrich tätig, wo er das Ringtheater mitgestalten konnte. Er arbeitete auch bei Hefft & Raschka, bei denen er auch die Pläne des Brünner Landtagsgebäudes bearbeitete. Ab 1876 verbrachte er etwa vier Jahre in Paris, wo er beim Architekten Lambert angestellt war. Hier erfolgten u. a. verschiedene Bauten für den Präsidenten Mac-Mahon sowie für den Grafen Pozzo di Borgo, beispielsweise der Neubau des 1870 abgebrannten Schlosses Montretout bei Saint-Cloud, und es waren ihm zahlreiche architektonische Studien in Paris und Umgebung möglich.
Lange kehrte nach Leipzig zurück, wo er fünf Jahre im Architekturbüro Grimm beschäftigt war. 1885 machte er sich als Architekt selbstständig. 1893 verlegte Lange Wohnung und Atelier in das von ihm errichtete Wohnhaus in der Konstantin-/Ecke Lutherstraße. Hier lebte er mit seiner Frau und sieben Kindern.
Paul Lange wird als Kirchenbaumeister bezeichnet, da insgesamt 25 Kirchen in Leipzig und Umgebung, im Vogtland und bis in das österreichische Böhmen hinein nach seinen Plänen errichtet wurden, darunter etliche Dorfkirchen. Etwa 40 Kirchen wurden durch ihn umgebaut oder restauriert. Er war ein Verfechter des Baus kleiner Kirchen wegen deren besserer Akustik und des stärkeren Zusammengehörigkeitsgefühls der Gemeinde. Großen Wert legte er auf die Innenarchitektur, wie sie u. a. in Leipzig in der Heilig-Kreuz-Kirche oder im Riquethaus erkennbar ist.
Neben Kirchenbauten, Pfarrhäusern und Bauten für die Innere Mission (u. a. Bethlehemstifte, Genesungsheime) errichtete er auch Geschäftshäuser, Fabriken (u. a. die Riquetsche Schokoladenfabrik), Lagerhäuser, Schulen, Herbergen, Wohnhäuser und Villen. Zu seinen bekanntesten Bauwerken zählt das Riquethaus in der Leipziger Innenstadt, es gilt als eines der bedeutendsten Bauwerke des Jugendstils in Leipzig. Zur Sächsisch-Thüringischen Industrie- und Gewerbeausstellung 1897 im heutigen Clara-Zetkin-Park trug er mehrere Ausstellungsgebäude bei, vor allem im sogenannten Kneipenviertel (u. a. Rothenburger Erker, Geraschsche Musterbäckerei, Weinburg zum Dürkheimer).
Bestattet wurden Paul Lange und seine Familie auf dem Neuen Johannisfriedhof in Leipzig.

## Bauten

### Kirchen
In Leipzig
- 1891: Interimskirche Anger-Crottendorf („Holzdom“), Karl-Krause-Straße (jetzt Theodor-Neubauer-Straße) (seit 1895 Trinitatiskirche, errichtet als Notkirche, 1943 zerstört)
- 1893–1894: Heilig-Kreuz-Kirche in der Neustadt, Neustädter Markt 8
- 1898–1900: Emmauskirche in Sellerhausen, Wurzner Straße 160
- 1899: Umbau der Marienkirche in Stötteritz
- 1900–1901: Auferstehungskirche in Möckern, Georg-Schumann-Straße 184 (errichtet als Notkirche)
- 1906: Umbau der Alten Erlöserkirche, ehemals Zillerstraße 10 (1945 zerstört)

In anderen Orten
- 1892: Umbau der Marienkirche in Kleinpösna
- 1895: Umbau in Altmittweida
- 1898: Wildenau im Vogtland
- 1901: Eibenberg
- 1902: Lutherkirche in Kändler
- 1902: Evangelische Kirche in Leitmeritz (Böhmen)
- 1903: Fuchshain
- 1903: Johanniskirche in Niederwürschnitz im Erzgebirge
- 1904: Heilandskirche in St. Joachimsthal (Böhmen)
- 1904: Dorfkirche Skäßchen (Kirchenbezirk Großenhain)
- 1905: Evangelische Kirche in Berbisdorf
- 1905: Dorfkirche Nauwalde in Nauwalde (Kirchenbezirk Großenhain)
- 1905: Evangelische Kirche in Lobositz (Böhmen)[1]
- 1906–1908: Lutherkirche in Harthau bei Chemnitz
- 1907: Jesuskirche in Türmitz (Böhmen)[2]
- 1912: Umbau der Kirche in Magdeborn (1978 zugunsten des Tagebaus Espenhain abgebrochen)[A 1]

### Weitere Bauten
In Leipzig
- 1887: Herberge zur Heimat (Wohnheim für wandernde Handwerksgesellen), Gneisenaustraße 2
- 1888: Marthahaus der Inneren Mission, Löhrstraße 9
- 1887–1893: Schwabe’sche Häuser, Konstantinstraße 6–16
- 1907–1908: Neubau für die Landeskirchliche Gemeinschaft, Paul-Gruner-Straße 44
- 1908–1909: Geschäftshaus für die Kolonialwarenhandlung und Schokoladenfabrik Riquet & Co., Schuhmachergäßchen 3 (errichtet als Stahlskelettbau, heute Café Riquet, sog. „Riquethaus“)
- Jugendstilvilla, Cunnersdorfer Straße 6
- 1909: Villa Reichel, Jacobstraße 25 (heute „Villa Clara“)
- 1911: Villa Schmidt, Emil-Fuchs-Straße 3
- Haus Körnig, Grimmaische Straße
- Geschäftshaus an der Ecke Ritterstraße / Grimmaische Straße (zerstört)

In anderen Orten
- 1891: Bethlehemstift in Hohenstein-Ernsttal, Hüttengrund
- 1898: Zentralschule in Auerbach (Vogtland), heute Goethe-Gymnasium
- 1908: Fabrikbauten der Schokoladenfabrik Riquet & Co. in (Markkleeberg-)Gautzsch[A 2]

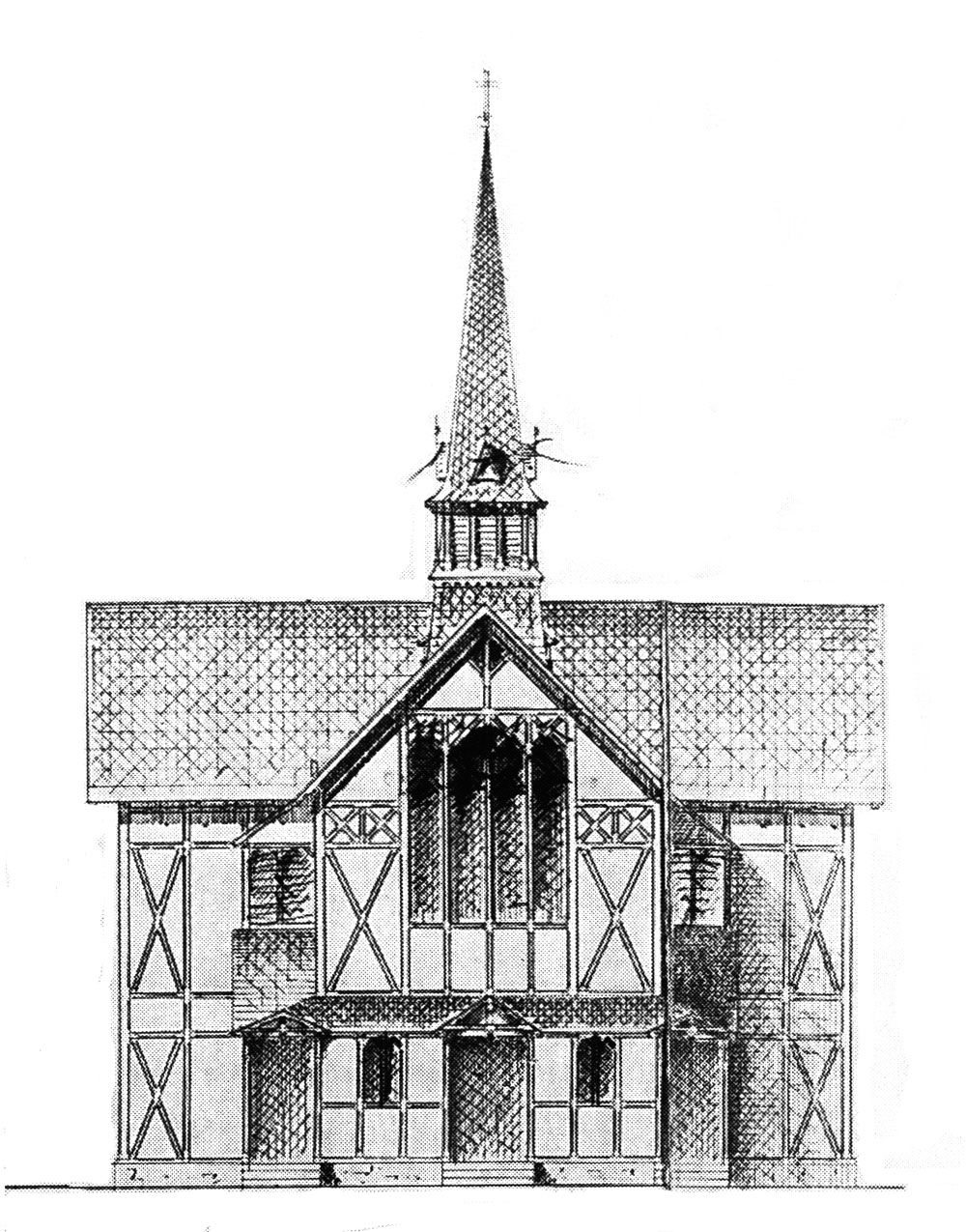
Interimskirche in Leipzig-Anger-Crottendorf
Heilig-Kreuz-Kirche in Leipzig-Neustadt
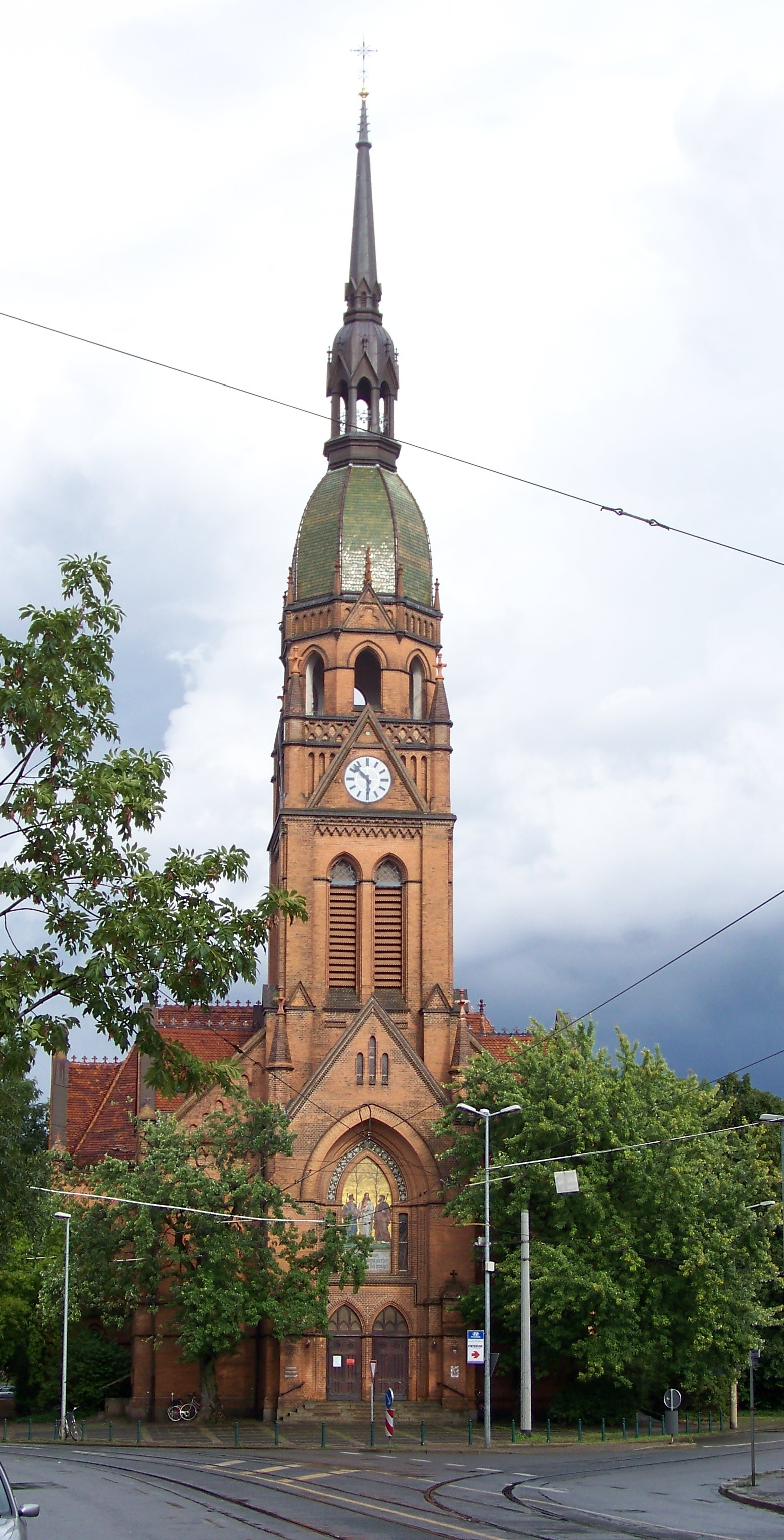
Emmauskirche in Leipzig-Sellerhausen
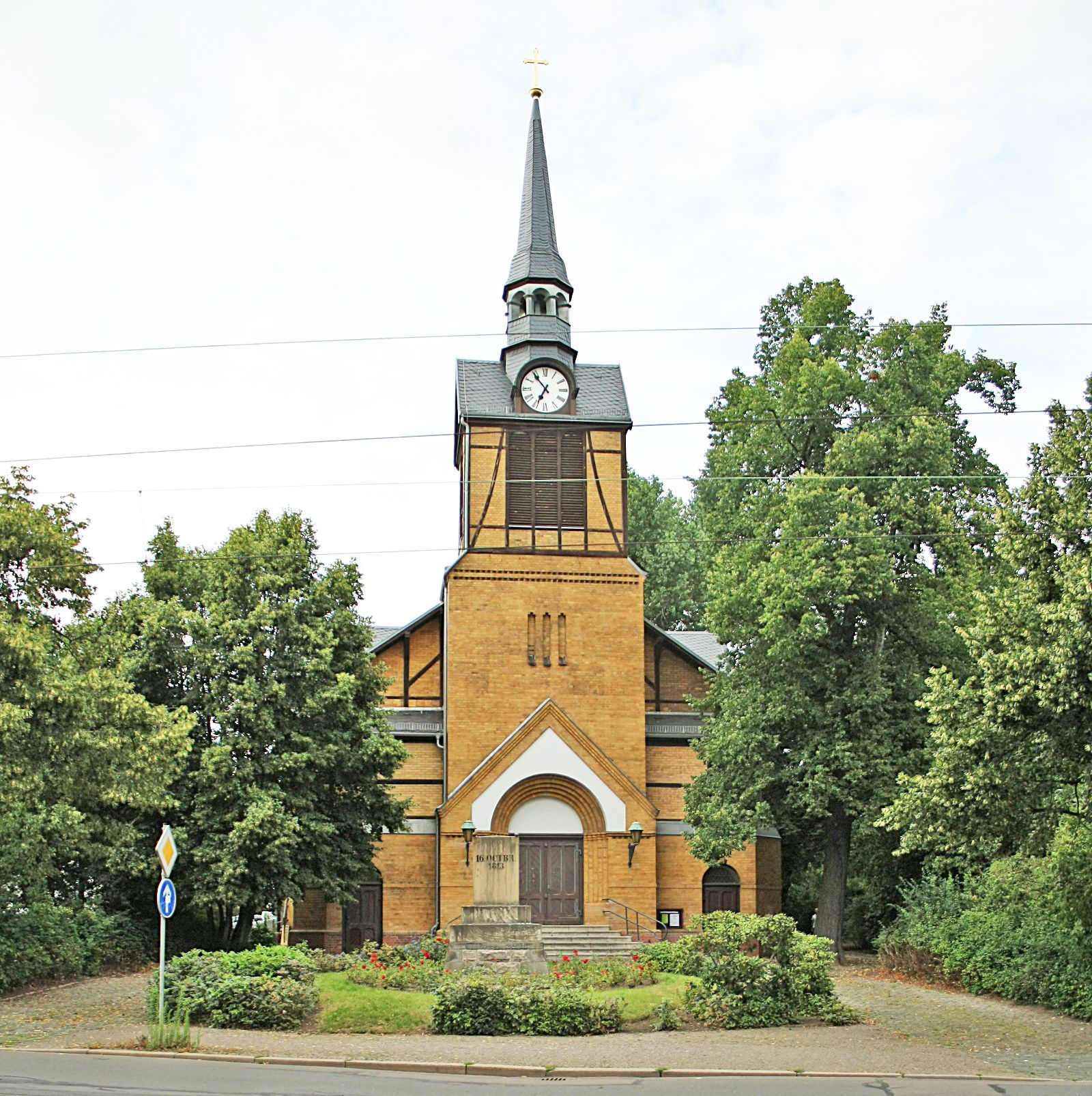
Auferstehungskirche in Leipzig-Möckern
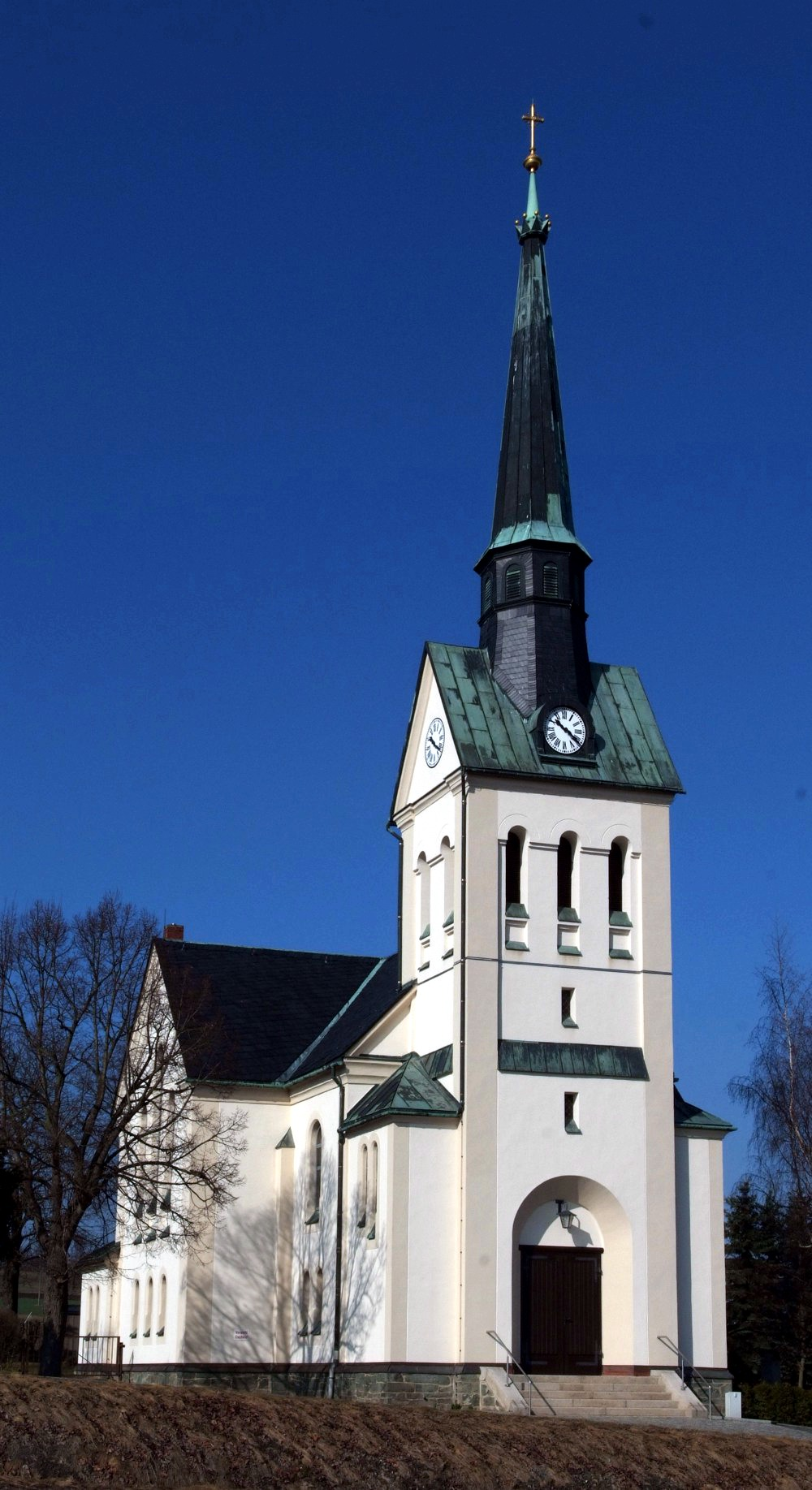
Kirche in Eibenberg
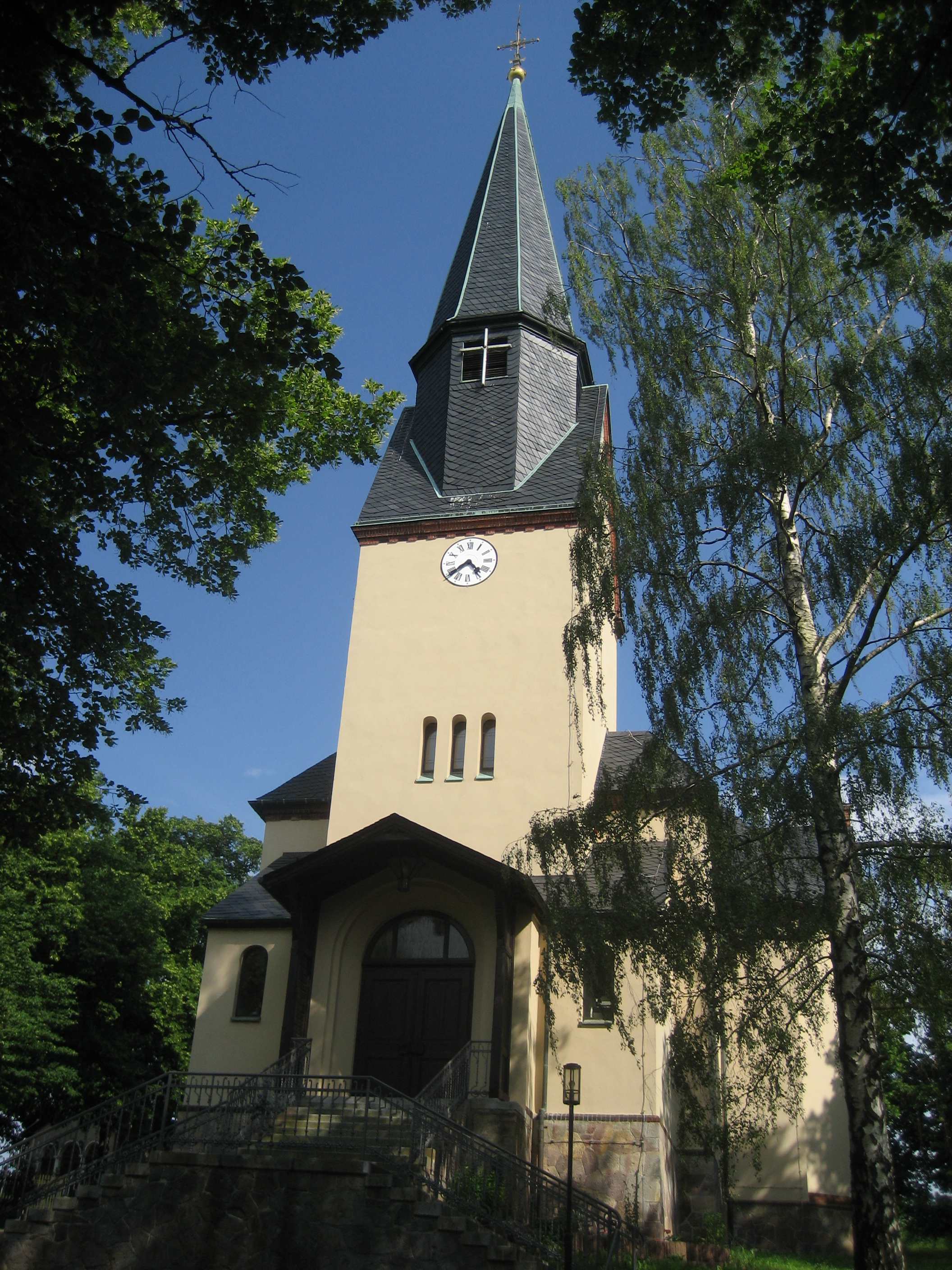
Lutherkirche in Kändler
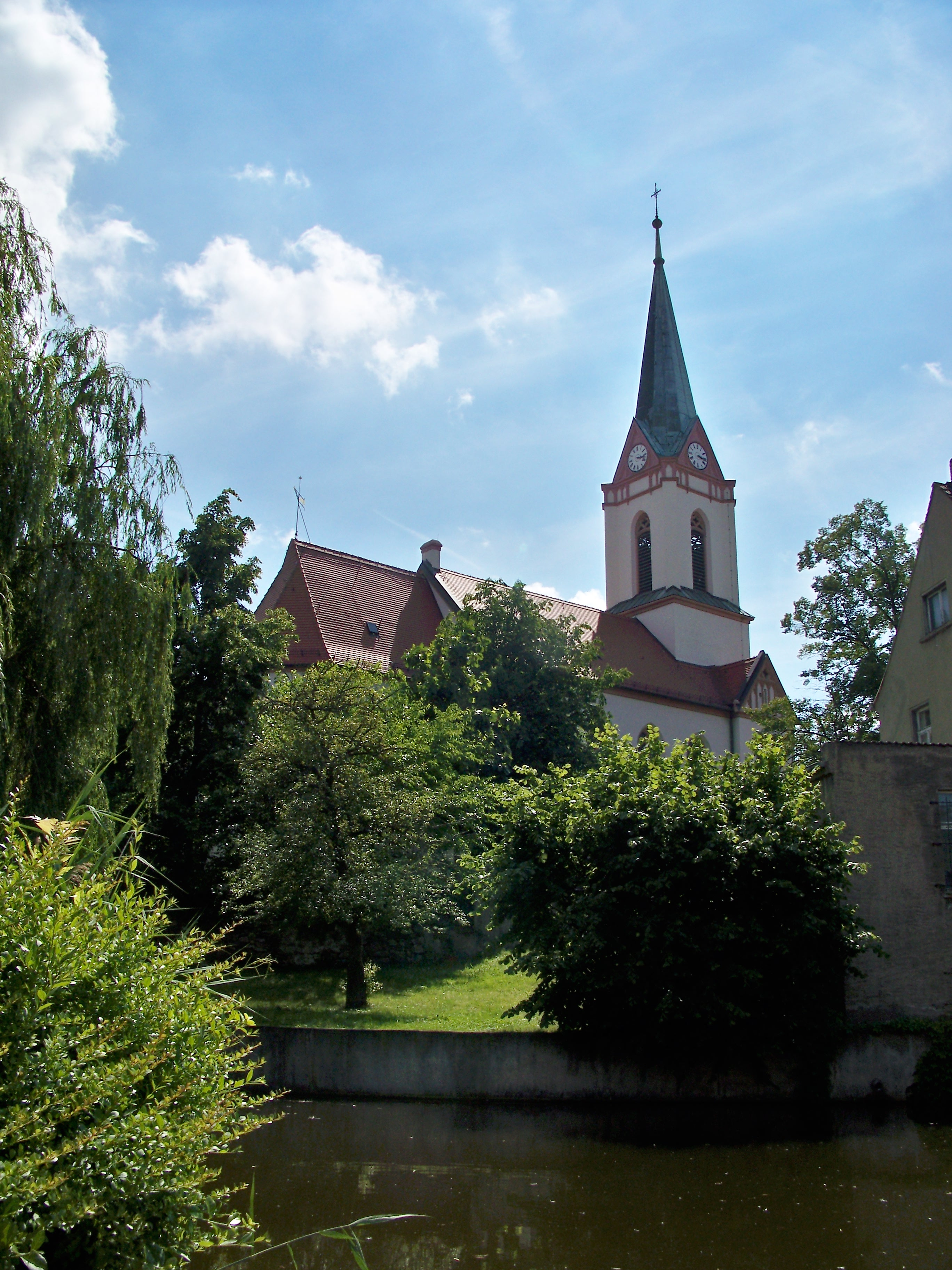
Kirche in Fuchshain
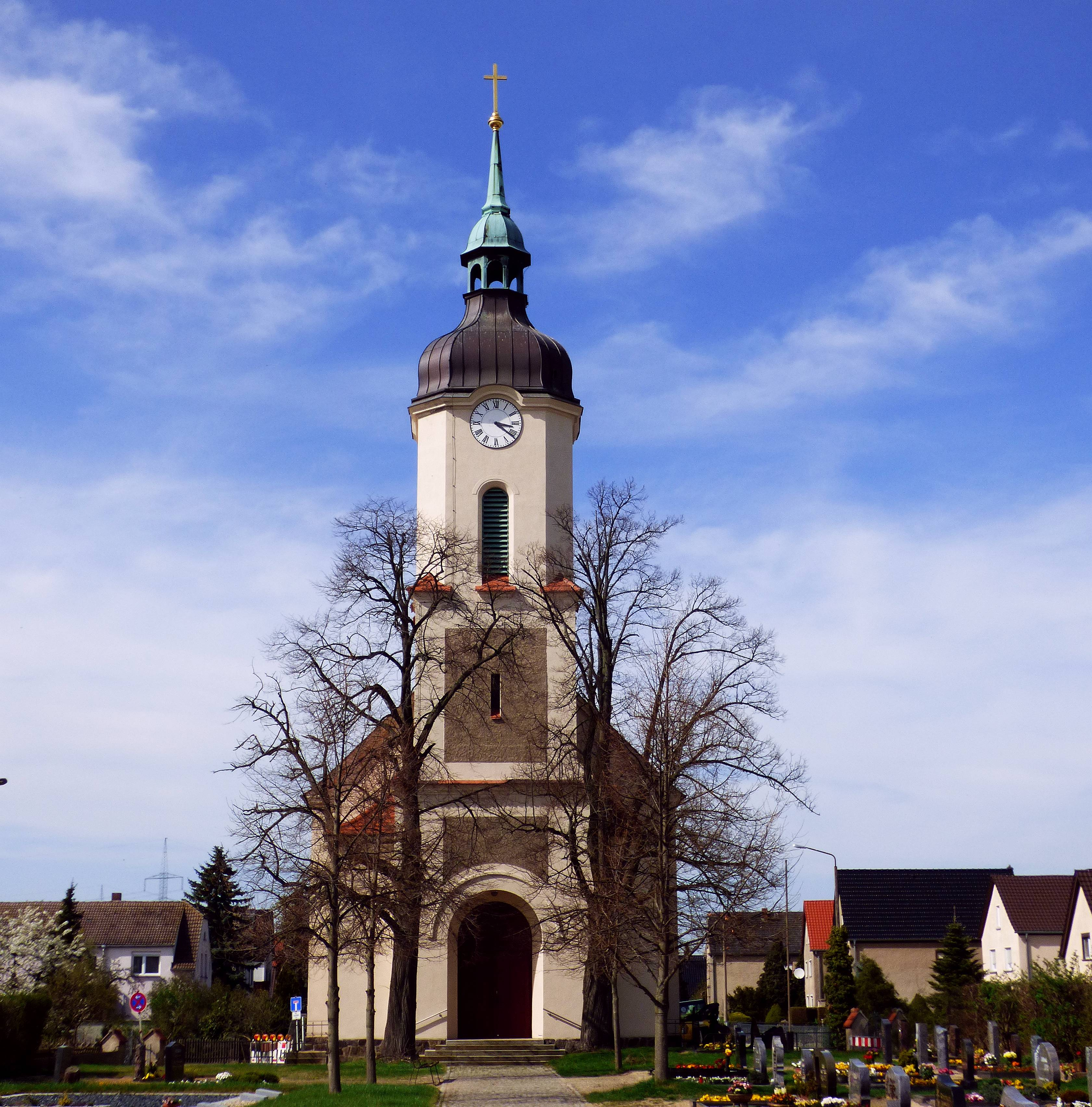
Dorfkirche Nauwalde
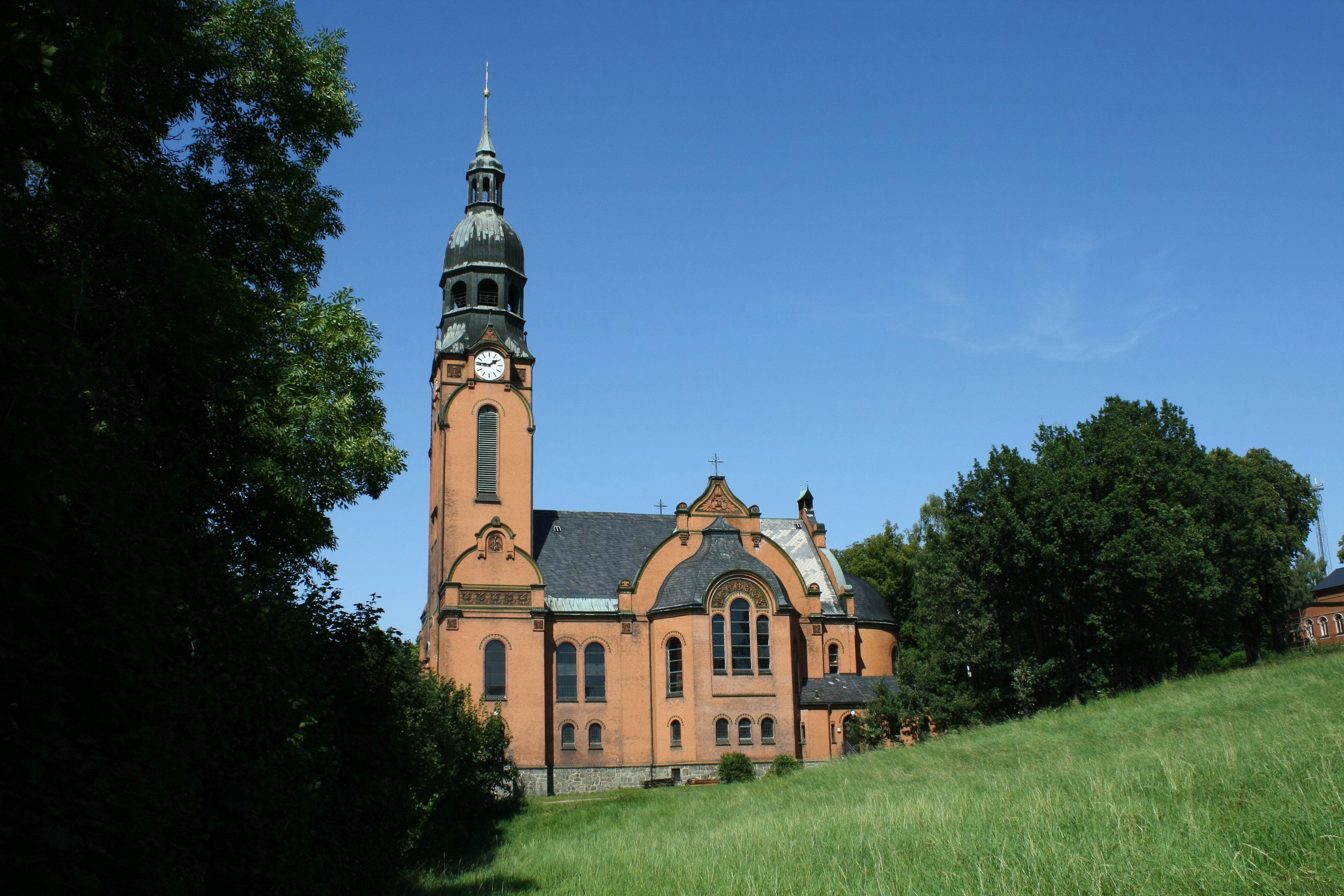
Lutherkirche in Chemnitz-Harthau
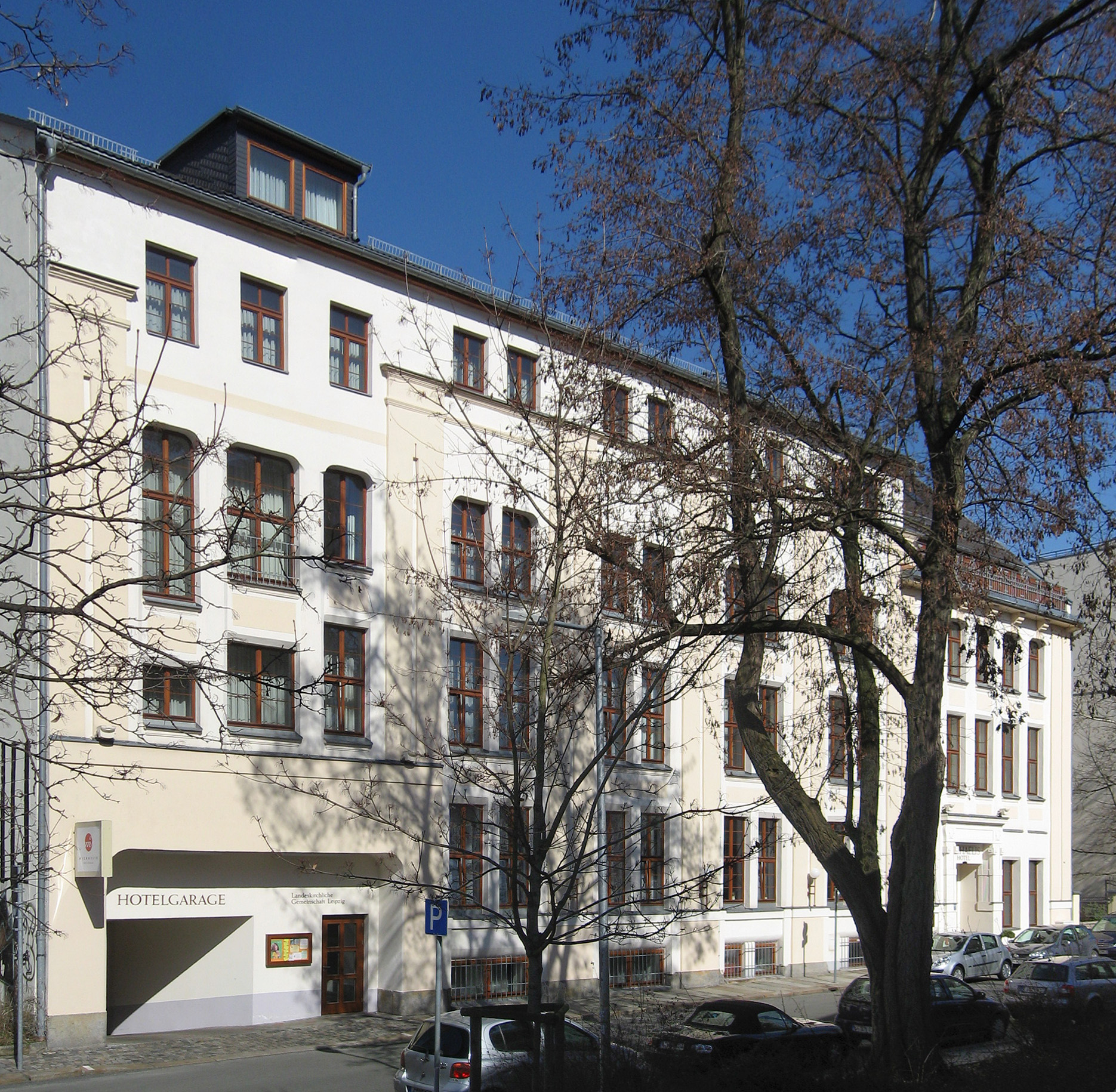
Landeskirchliche Gemeinschaft in Leipzig
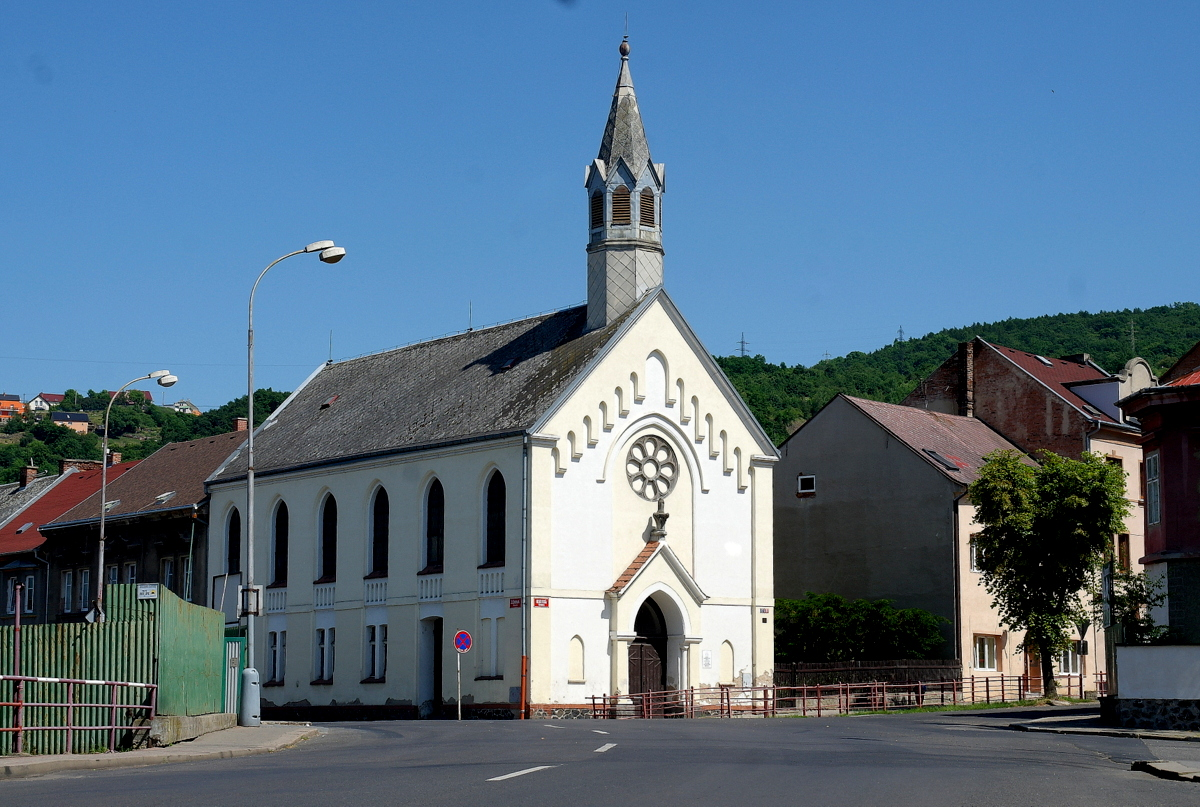
Kirche in Türmitz
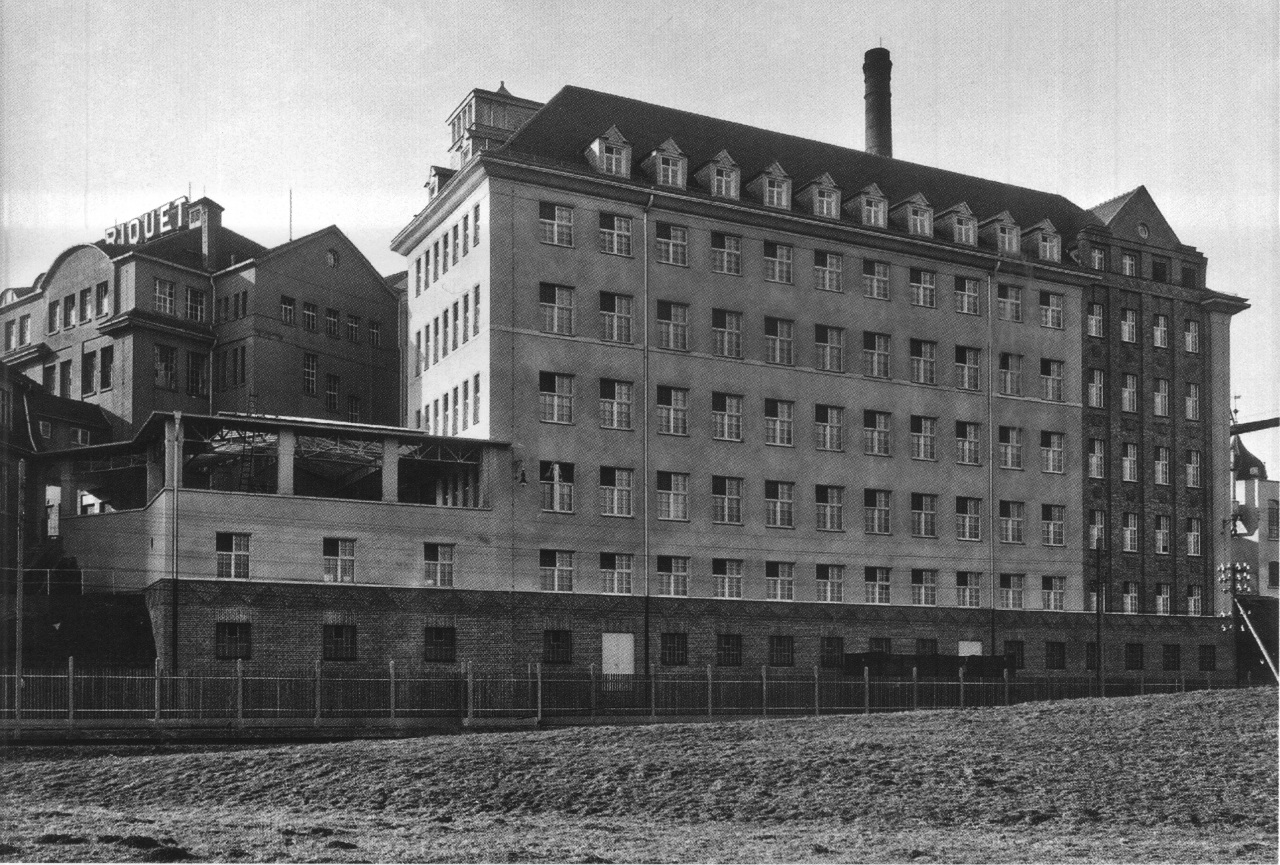
Schokoladenfabrik Riquet & Co. in Gautzsch
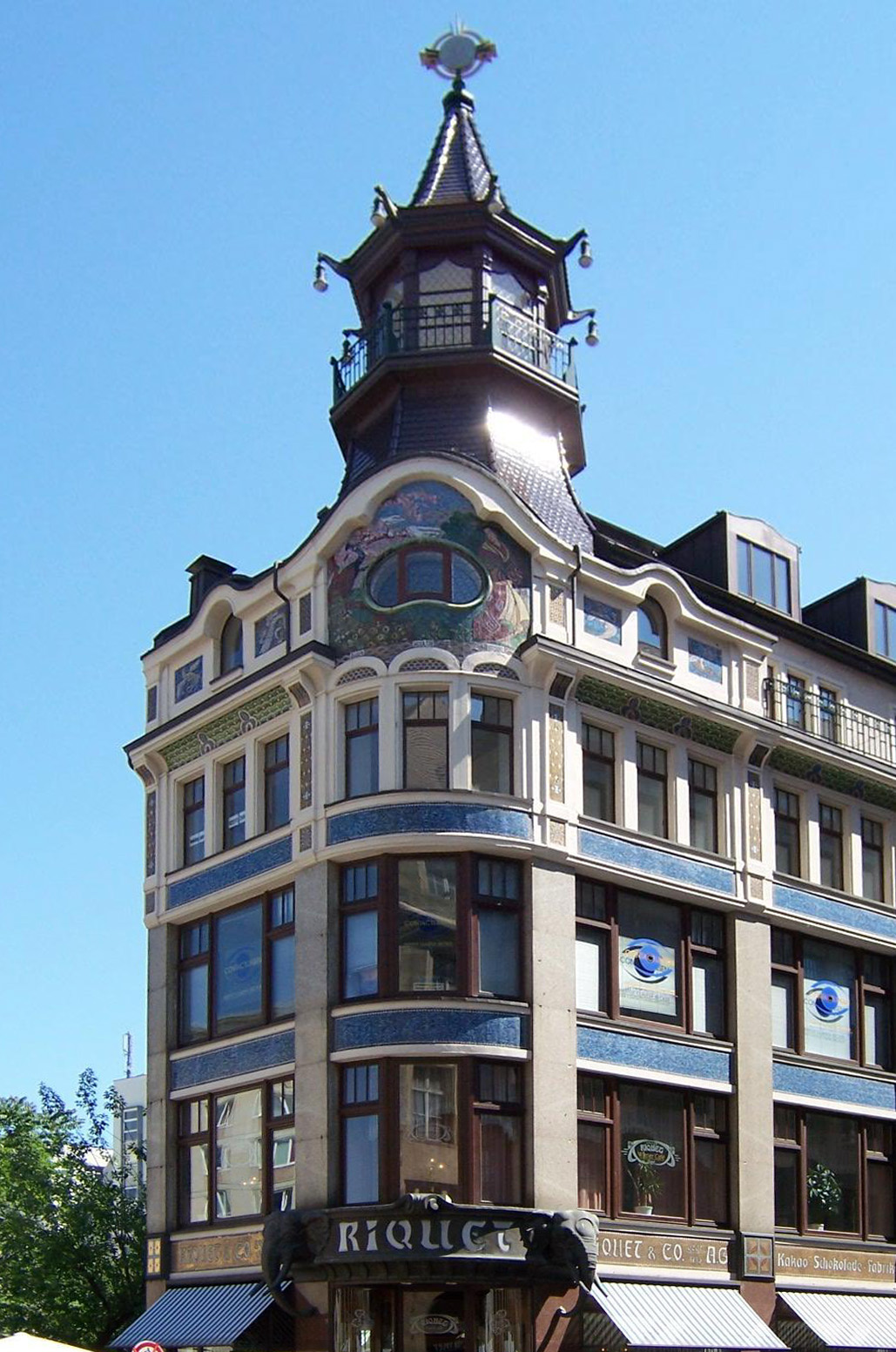
Riquethaus in Leipzig
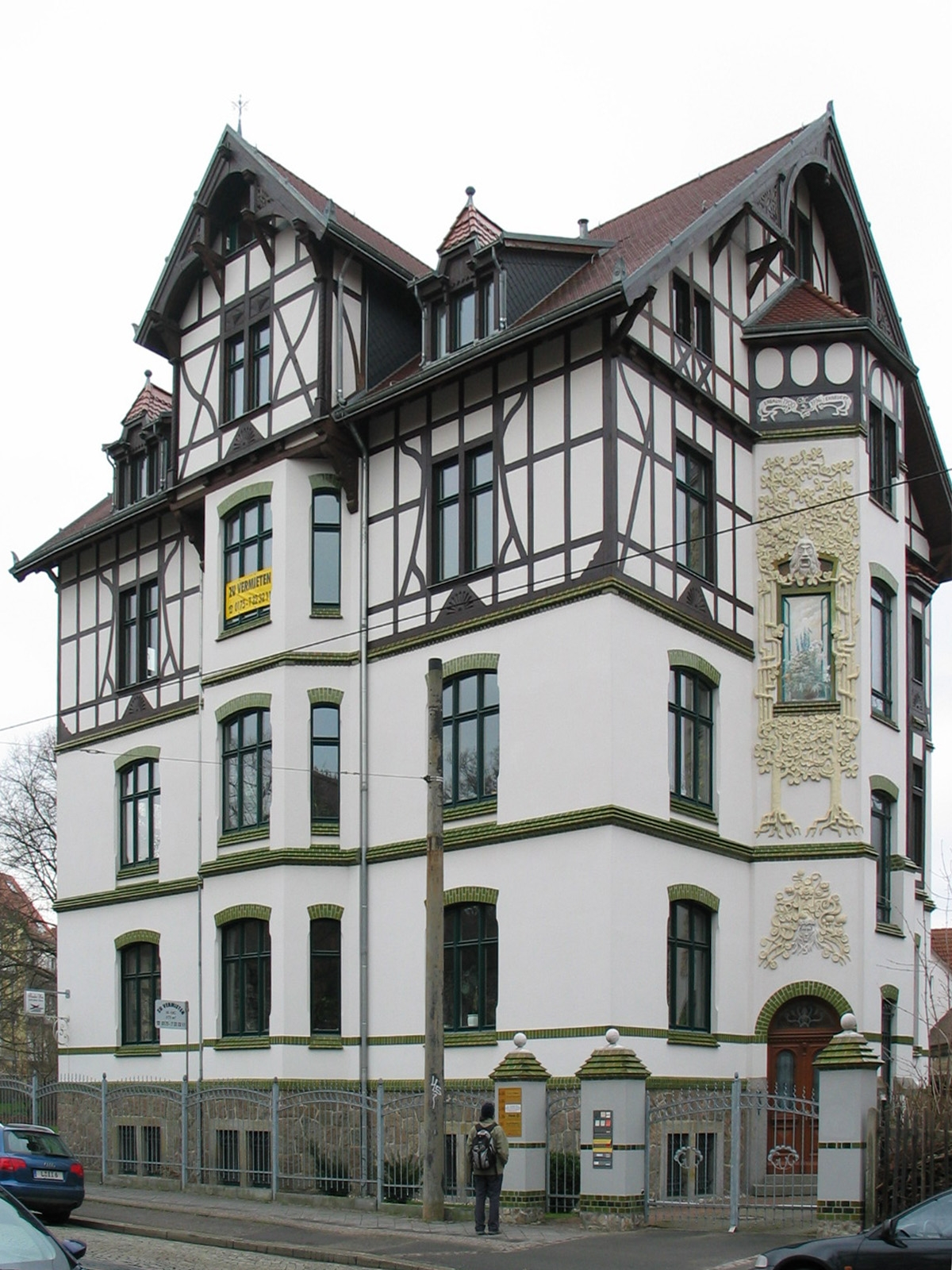
Haus Cunnersdorfer Straße 6 in Leipzig-Sellerhausen